# Beaurain
Beaurain – miejscowość i gmina we Francji, w regionie Hauts-de-France, w departamencie Nord.
Według danych na rok 1990 gminę zamieszkiwały 172 osoby, a gęstość zaludnienia wynosiła 170 osób/km² (wśród 1549 gmin regionu Nord-Pas-de-Calais Beaurain plasuje się na 1037. miejscu pod względem liczby ludności, natomiast pod względem powierzchni na miejscu 939.).